# Doryopteris itatiaiensis
Doryopteris itatiaiensis är en kantbräkenväxtart som först beskrevs av Fée, och fick sitt nu gällande namn av Christ. Doryopteris itatiaiensis ingår i släktet Doryopteris och familjen Pteridaceae. Inga underarter finns listade.